# Josep Monlau i Sala
Josep Monlau i Sala (Barcelona, 1832 - Palma, 1908) fou un botànic, ornitòleg i mineròleg català.
Josep Monlau va ser un naturalista autor de diverses obres sobre botànica, ornitologia, mineralogia i agricultura, molt difoses en el món escolar del seu temps. L'any 1854 es va llicenciar en ciències naturals a la Universitat Central i es va doctorar l'any 1855. A partir de 1855 fou catedràtic d'Història Natural i Agricultura de l'Institut Balear, càrrec que també va tenir posteriorment a l'Institut de Barcelona (1862-1872) i de Tortosa (1873-1874), per tornar un altre cop a l'Institut Balear (1874-1898).
Va ser membre de l'Ateneo Balear. Va ser membre de la Reial Acadèmia de Ciències i Arts de Barcelona i Cavaller de la Reial i Distingit Orde Espanyol de Carles III. També va ser membre fundador de la Sociedad Antropológica Española. Era l'únic fill de l'humanista i higienista Pere Felip Monlau i Roca, La Biblioteca Moragues Monlau que es conserva en el monestir La Real de Palma és en gran part fruit del llegat de Josep i Pere Felip Monlau.
Catalanista moderat va mantenir correspondència de caràcter lingüístic, que encara es conserva, amb Mossèn Antoni Maria Alcover, un dels creadors del Diccionari-català-valencià-balear.
Va ser president de la Cambra Agrícola Balear (1899-1908) i va publicar el manual Tratado de olivicultura (1875).

## Obres
- Tratado elemental de física y de meteorología (1858)
- Programa de un curso de historia natural (1862)
- Compendio de Historia Natural. Tractat sobre botànica, zoologia, geologia, etc. (1867 (diverses edicions)
- Nociones de fisiología e higiene (1869)
- Tratado de olivivultura (1875)